# Accipitrinae
De Accipitrinae ("echte haviken en sperwers") vormen een onderfamilie van havikachtigen (Accipitridae). Er is geen consensus over de indeling in onderfamilies en welke geslachten tot deze onderfamilie behoren. Zo bleek uit onderzoek dat in 2024 werd gepubliceerd dat de kiekendieven tot deze onderfamilie gerekend kunnen worden, hoewel ze wat betreft jachttechniek en uiterlijk sterk verschillen van haviken en sperwers. Daarentegen zijn een paar soorten die qua uiterlijk grote gelijkenis vertonen, desondanks in een apart geslacht of zelfs aparte onderfamilie geplaatst. Deze soorten bleken geen geen gemeenschappelijke voorouder te hebben.
- Geslacht Accipiter
- Geslacht Aerospiza
- Geslacht Astur
- Geslacht Circus
- Geslacht Erythrotriorchis
- Geslacht Kaupifalco
- Geslacht Megatriorchis
- Geslacht Melierax
- Geslacht Micronisus
- Geslacht Tachyspiza
- Geslacht Urotriorchis

Echte haviken en sperwers (Accipitrinae) · Gieren van de Oude Wereld (Aegypiinae) · Echte arenden (Aquilinae) · Buizerdachtigen (Buteoninae) · Slangenarenden (Circaetinae) · Kiekendieven (Circinae) · Grijze wouwen en verwanten (Elaninae) · Gieren van de Oude Wereld (Gypaetinae) · Tandwouw en verwanten (Harpaginae) · Harpij-achtigen (Harpiinae) · Grijskophavik en verwanten (Lophospizinae) · Zanghaviken (Melieraxinae) · Wespendieven en verwanten (Perninae)